# Xanthostemon verdugonianus
Xanthostemon verdugonianus là một loài thực vật thuộc họ Myrtaceae. Đây là loài đặc hữu của Philippines. Chúng hiện đang bị đe dọa vì mất môi trường sống.

## Hình ảnh

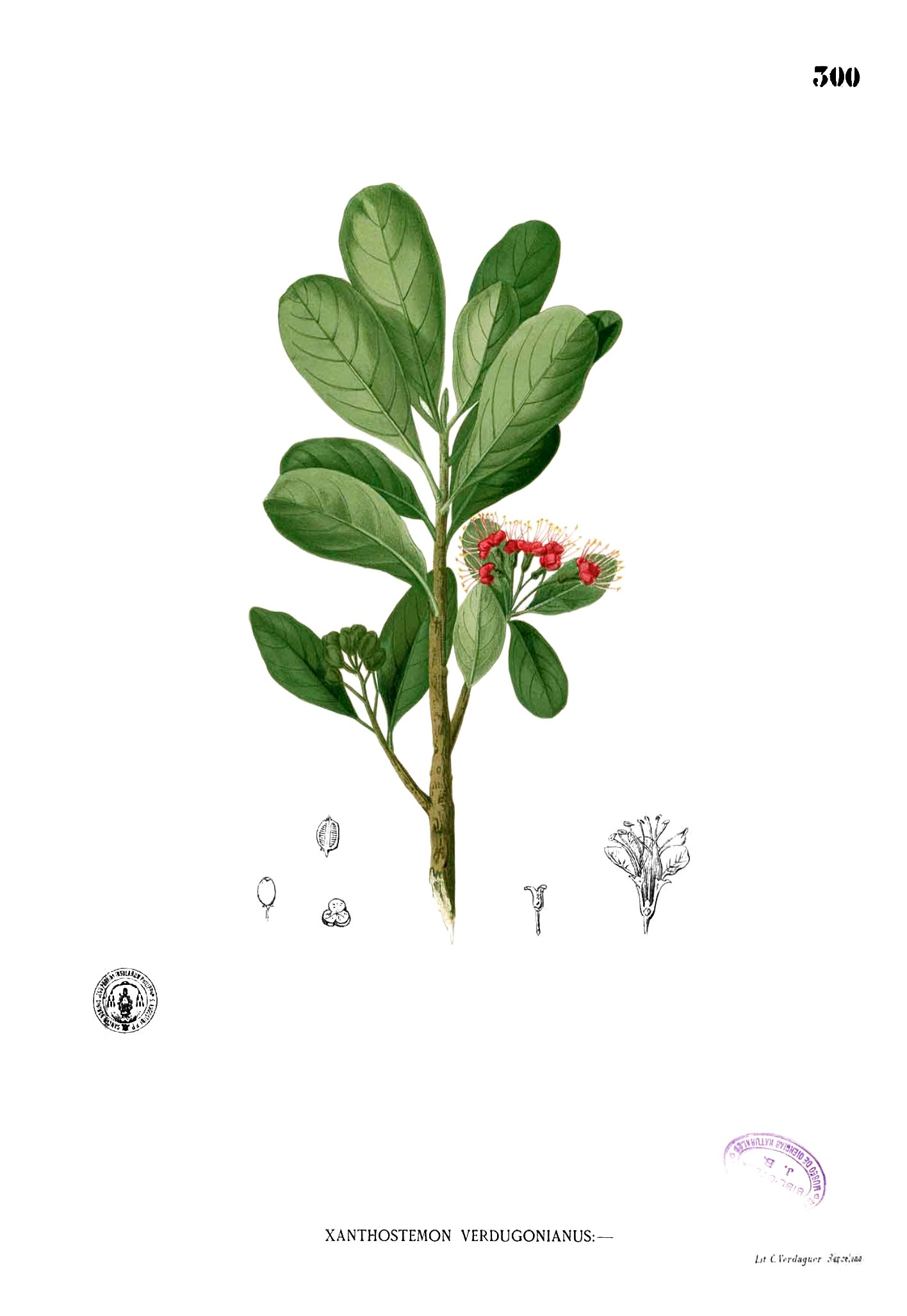
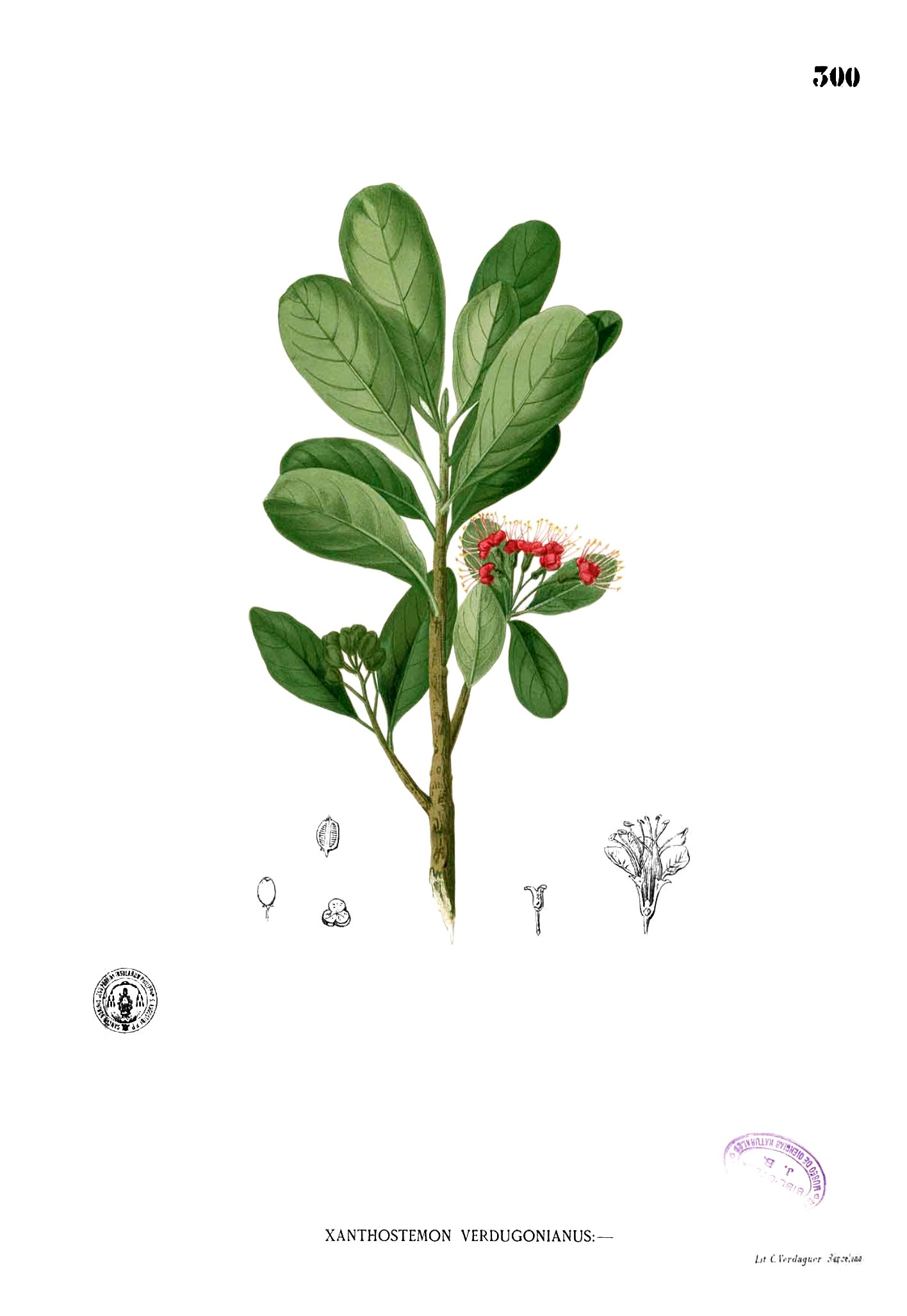
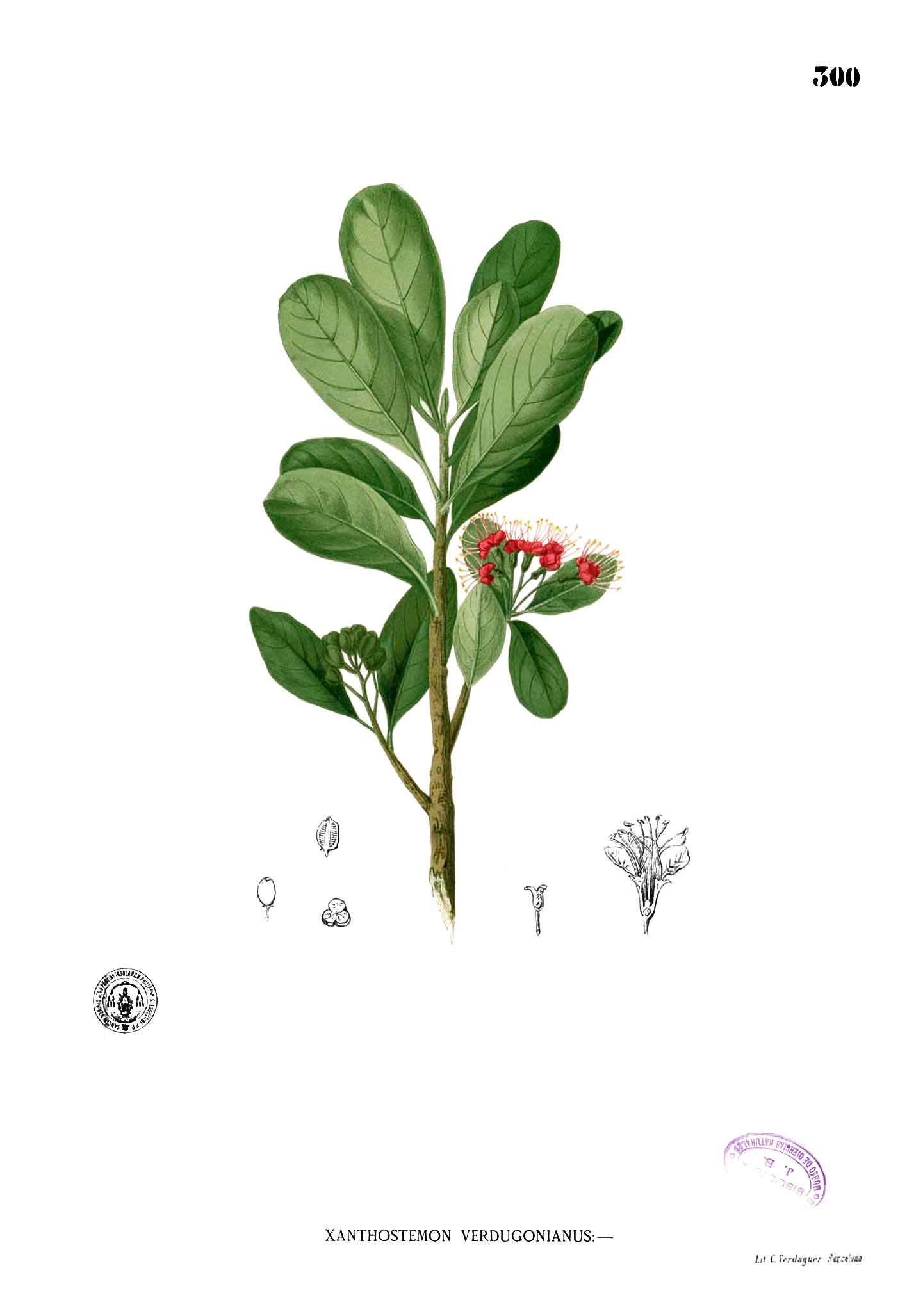